# Anilios polygrammicus
Espèce
Synonymes
- Typhlops polygrammicus Schlegel, 1839
- Ramphotyphlops polygrammicus (Schlegel, 1839)
- Sundatyphlops polygrammicus (Schlegel, 1839)
- Typhlops florensis Boulenger, 1897
- Typhlops polygrammicus florensis Boulenger, 1897
- Ramphotyphlops polygrammicus florensis Boulenger, 1897
- Sundatyphlops polygrammicus florensis (Boulenger, 1897)
- Typhlops elberti Roux, 1911
- Typhlops florensis elberti Roux, 1911
- Typhlops polygrammicus elberti Roux, 1911
- Ramphotyphlops polygrammicus elberti Roux, 1911
- Sundatyphlops polygrammicus elberti (Roux, 1911)
- Typhlops florensis undecimlineatus Mertens, 1927
- Typhlops polygrammicus undecimlineatus Mertens, 1927
- Ramphotyphlops polygrammicus undecimlineatus Mertens, 1927
- Sundatyphlops polygrammicus undecimlineatus (Mertens, 1927)
- Typhlops florensis brongersmai Mertens, 1929
- Ramphotyphlops polygrammicus brongersmai Mertens, 1929
- Typhlops polygrammicus brongersmai Mertens, 1929
- Sundatyphlops polygrammicus brongersmai (Mertens, 1929)
- Typhlops soensis De Jong, 1930

Anilios polygrammicus est une espèce de serpents de la famille des Typhlopidae.

## Répartition
Cette espèce se rencontre au Timor oriental et en Indonésie sur les îles de Timor, de Sumba, de Lombok, de Florès, de Sumbawa et de Komodo,.

## Liste des sous-espèces
Selon The Reptile Database (25 août 2014) :
- Anilios polygrammicus brongersmai (Mertens, 1929) de Sumba
- Anilios polygrammicus elberti (Roux, 1911) de Lombok
- Anilios polygrammicus florensis (Boulenger, 1897) de Florès
- Anilios polygrammicus polygrammicus (Schlegel, 1839) de Timor
- Anilios polygrammicus undecimlineatus (Mertens, 1927) de Sumbawa

## Taxinomie
Cette espèce a été placée dans le genre monotypique Sundatyphlops par Hedges, Marion, Lipp, Marin et Vidal en 2014, celui-ci a été placé en synonymie avec Anilios par Pyron et Wallach en 2014.

## Publications originales
- Boulenger, 1897 : List of the reptiles and batrachians collected by Mr. Alfred Everett in Lombok, Flores, Sumba and Saru, with descriptions of new species. Annals and Magazine of Natural History, sér. 6, vol. 19, p. 503-509 (texte intégral).
- Mertens, 1927 : Neue Amphibien und Reptilien aus dem Indo-Australischen Archipel, gesammelt während der Sunda-Expedition Rensch. Senckenbergiana Biologica, vol. 9, p. 234-242.
- Mertens, 1929 : : Bemerkungen über Typhlops florensis. Treubia, Buitenzorg, vol. 11, p. 293-296.
- Roux, 1911 : Elbert-Sunda-Expedition des Frankfurter Vereins für Geographie und Statistik. Reptilien und Amphibien. Zoologische Jahrbücher, Abteilung für Systematik, Geographie und Biologie der Tiere, Jena, vol. 30, p. 495-508 (texte intégral).
- Schlegel, 1839 : Abbildungen neuer oder unvollständig bekannter Amphibien, nach der Natur oder dem Leben entworfen und mit einem erläuternden Texte begleitet. Arne and Co., Düsseldorf, p. 1-141 (texte intégral).